# Жан-Марі Юлло
Жан-Марі Юлло (англ. Jean-Marie Hullot, 16 лютого 1954 — 17 червня 2019) — французький комп’ютерний вчений і програміст, автор важливих програм для оригінальних платформ Macintosh, NeXTSTEP і Mac OS X. Серед них інтерфейс SOS для Mac, який згодом став Interface Builder для NeXTSTEP (1985), і пізніше став важливою частиною Mac OS X. Також придумав ідею iPhone. Керував групами розробників iCal та iSync для Mac OS X (2002).